# 가오슝 첩운 서클 경전철

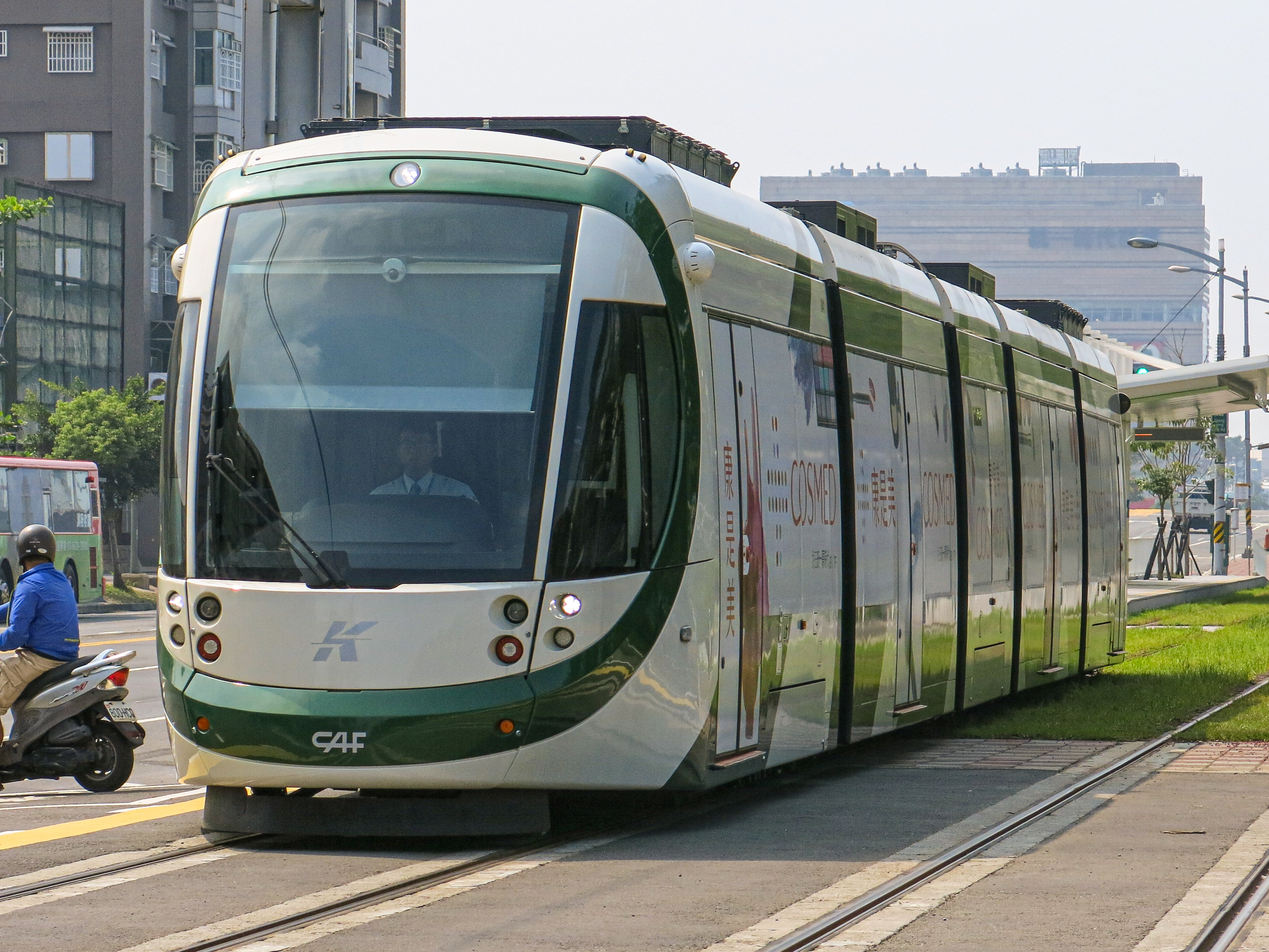
상업 무역 단지역에 정차한 가오슝 첩운 서클 경전철 CAF 열차

가오슝 첩운 서클 경전철(중국어 정체자: 高雄捷運環狀輕軌, 한자음: 고웅 첩운 환상경궤)은 가오슝시의 가오슝 첩운에서 운행중인 경전철이자 순환선이다. 또한 아시아신완 구(亞洲新灣區)와 그 외부 교통망의 일부이기도 하다. 가오슝 시 정부 첩운 공정국(高雄市政府捷運工程局)은 2001년부터 경전철 건설의 가능성을 연구하기 시작했으며, 타이완 철로 지하화 후, 린강 선(臨港線)을 따라 경전철을 건설할 계획을 제안했으며, 노선 계획으로는 지하화후 가오슝역에서 동쪽의 린강 선을 따라 동쪽으로 첸전 구, 서쪽으로 옌청 구, 북쪽으로 구산 구를 거쳐, 가오슝 역 주변으로 되돌아온다. 그 후 2004년에 북 가오슝 시의원(北高雄市議員)의 지지를 얻기 위해, 가오슝 역을 지나는 북쪽 절반 노선을 포기하고, 구산 구에서 북쪽으로 뻗어, 가오슝 시립 미술관을 지나, 다순 로(大順路)를 따라 동쪽으로 돌아 남쪽 구간에 합류하는 계획으로 바뀌었다. 또한 다순 로를 따라 푸른 나무가 우거진 녹색의 터널이 있으며, 시정부는 이 경로에 있는 모든 나무를 예약했다고 했다.
원래의 가오슝 경전철 계획은 BOT 방식으로 민간 사업자에서 세워졌으나, 3가지 입찰가를 거쳐 2011년 정부로 다시 변경되었다. 2011년 말 시정부는 일부 유럽 도시에서 사용되는 방식으로, 가공전차선이 없어 도심의 시야를 가리지 않는 무가선 전력 공급 시스템을 도입하기로 결정했다. 계획의 1차 구간인 첸전 공장(前鎮機廠)과 옌청 하마센(哈瑪星)간 순환선 남부 절반 구간의 건설은 장훙 건설(長鴻營造)과 스페인의 CAF이 2013년 1월에 선발되었고, 그 해 6월 기공식이 거행되었다.
총 건설 지출은 165억 신 대만 달러이다. 2차 구간인 순환선의 북부 절반 구간의 건설은 2016년 8월 중국 강철(中國鋼鐵)과 프랑스의 알스톰이 선발되었다.

## 노선
이 노선은 타이완 철로 관리국 첸전 차장(前鎮車場)에 인접한 곳에 경전철 차량기지인 첸전 공장을 두고 있으며, 카이쉬안 3로,4로(凱旋三路、四路)를 따라 카이쉬안 4로에서 북쪽끝 청궁 2로(成功二路)에 있다. 원래 계획은 우푸 3로(五福三路)를 따라 아이허(愛河) 동쪽 강변의 허둥 로(河東路)와 퉁멍 3로(同盟三路)로 향하여, 이후 콰 교(跨橋, 현재 중두 위안징 교(願景橋))를 건너, 동쪽의 메이수관 로(美術館路)에 이르는 것이었다. 이후 불공정한 투자로 인해 OT 방식에서 정부 자체 건설 및 이 노선과 수이안 선(水岸線)의 통합으로 변경했으며, 신광 로(新光路) 이북의 청궁 로에서 메이수둥 2로(美術東二路)에 이르는 노선은 취소되었고, 원래 수이안 선의 경로를 변경하여, 청궁 로에서 신광 로로 돌아 하이볜 루(海邊路)를 따라 신광 부두(新光碼頭)를 통과하고, 젠하이 부두(真愛碼頭)를 경유하여 아이허를 넘은 후, 시린강 선 자전거로(西臨港線自行車道)를 지나 보얼 예술특구(駁二藝術特區), 위런 부두(漁人碼頭) 등을 통과하고, 마지막으로 원래의 타이완 철도 가오슝항 역이었던 시쯔완 역에 이른다. 그후 린강 선 자전거 길을 향해 북쪽으로(당시 자전거 도로이며, 고가로 재건), 타이완 철도 구산 역과 미술관 역으로 이동한 다음, 마지막으로 원래 계획으로 되돌린 미술관로(美術館路)를 따라 동쪽으로 간다. 이후 원래 계획대로 다순 1로와 3로를 따라와서, 마지막으로 카이쉬안 로(凱旋路)를 따라 난카이쉬안 공원(南凱旋公園)를 지나 첸전 공장 북쪽으로 돌아간다. 총 길이는 22.1 km이다.
서클 경전철의 초기 계획은 대부분 구 린강선 화물 철도의 경로를 크게 따라 계획었으며,(당시 "린강 경전철"(臨港輕軌)이라 불렀다.) 노선 북부 구간은 타이완 철로 종관선과 가오슝역까지, 이후 동쪽으로 타이완 철로 핑둥 선은 핑둥선에서 분리되는 린강선의 동쪽 구간에 연결되고, 서부 구간에서는 궤도 하나는 허시 로(河西路)를 따라, 다른 하나는 옌청 구(鹽埕區)를 따라나가는 방안이 계획되었다. 이후 가오슝 북구 지구에 대해 운행 범위를 확대할 필요성에 따라 현행 노선 계획으로 개정되고 "서클 경전철(環狀輕軌)"로 개칭되었다. 그리고 원래 계획된 옌청 구 부분을 포기하고, 가오슝 교(高雄橋)·우푸 4로(五福四路)·치셴 3로(七賢三路)를 경유하여, 린강선을 따르는 노선으로 변경했다. 1차 구간은 첸전 자장에서 하마센 역까지 약 8.7km로, 14개의 역이 있고, 건설은 2013년 6월 4일에 시작되었다. 아이허 구간의 고가 A형 노권(路權)을 제외하고는, 나머지 구간은 평면 B형 노권으로, 궤도와 차도 분리되어, 전동차는 교차점에서 우선권이 있다. 2차 구간은 하마센 역에서 기창역까지 약 13 km이며, 도로 구간 중 일부는 철도의 지하화 완공후 건설되어야 한다. 이 공사는 2017년 3월에 시작되어 2019년 중반에 완공될 예정이다.
또한, 서클 경전철 환둥스이안 선(環東水岸線)도 계획되어 있으며, 순환선 동쪽 부분 해안가의 높은 교통량 및 관광 가치 추정하여, 원래의 서클 경전철 평가 완료후 연합 병원 역-하마센 역 셔틀버스(일명 환둥스이안선)를 개통하여, 대순환선(예:리쯔네이 역－기장역 전구간)과 교차하고, 6분당 1대의 셔틀을 제공한다.

## 역 목록
| 구간     | 번호 | 이름                           | 중국어 이름  | 역 이름                                        | 다른 노선                |
| 1차 구간 | C1   | 리쯔네이                       | 籬仔內       | Lizihnei                                       | █펑산선                  |
| 1차 구간 | C2   | 카이쉬안루이톈                 | 凱旋瑞田     | Kaisyuan Rueitian                              |                          |
| 1차 구간 | C3   | 첸전스타                       | 前鎮之星     | Cianjhen Star                                  | 홍선: 카이쉬안           |
| 1차 구간 | C4   | 카이쉬안중화                   | 凱旋中華     | Kaisyuan Jhonghua                              | 치진선                   |
| 1차 구간 | C5   | 드림몰                         | 夢時代       | Dream Mall                                     |                          |
| 1차 구간 | C6   | 상업 무역 단지                 | 經貿園區     | Commerce and Trade Park                        |                          |
| 1차 구간 | C7   | 소프트웨어 단지                | 軟體園區     | Software Technology Park                       |                          |
| 1차 구간 | C8   | 가오슝 전람관                  | 高雄展覽館   | Kaohsiung Exhibition Center                    |                          |
| 1차 구간 | C9   | 크루즈 터미널                  | 旅運中心     | Cruise Terminal                                | █황선                    |
| 1차 구간 | C10  | 영광부두                       | 光榮碼頭     | Glory Pier                                     |                          |
| 1차 구간 | C11  | 진애부두                       | 真愛碼頭     | Love Pier                                      |                          |
| 1차 구간 | C12  | 보얼다이                       | 駁二大義     | Dayi Pier-2                                    |                          |
| 1차 구간 | C13  | 보얼펑라이                     | 駁二蓬萊     | Penglai Pier-2                                 |                          |
| 1차 구간 | C14  | 하마센                         | 哈瑪星       | Hamasen                                        | 귤선 시쯔완              |
| 2차 구간 | C15  | 서우산 공원                    | 壽山公園     | Shoushan Park                                  |                          |
| 2차 구간 | C16  | 원우 성전                      | 文武聖殿     | Wenwu Temple                                   |                          |
| 2차 구간 | C17  | 구산 구청                      | 鼓山區公所   | Gushan District Office                         |                          |
| 2차 구간 | C18  | 구산                           | 鼓山         | Gushan Station                                 | 종관선                   |
| 2차 구간 | C19  | 마카다오                       | 馬卡道       | Makadao                                        |                          |
| 2차 구간 | C20  | 타이완 철도 관리국 미술관      | 台鐵美術館   | TRA Museum of Fine Arts                        | 종관선                   |
| 2차 구간 | C21A | 네이웨이 예술 센터             | 內惟藝術中心 | Neiwei Arts Center                             |                          |
| 2차 구간 | C21  | 가오슝 미술관                  | 美術館       | Kaohsiung Museum of Fine Arts                  |                          |
| 2차 구간 | C22  | 가오슝 시립 연합병원           | 聯合醫院     | Kaohsiung Municipal United Hospital            |                          |
| 2차 구간 | C23  | 룽화 소학교                    | 龍華國小     | Longhua Elementary School                      |                          |
| 2차 구간 | C24  | 아이허즈신                     | 愛河之心     | Heart of Love River                            | 홍선: 아오쯔디           |
| 2차 구간 | C25  | 신상 소학교                    | 新上國小     | Sinshang Elementary School                     |                          |
| 2차 구간 | C26  | 완쯔네이                       | 灣仔內       | Wanzihnei                                      |                          |
| 2차 구간 | C27  | 딩산제                         | 鼎山街       | Dingshan Street                                |                          |
| 2차 구간 | C28  | 가오슝 고급공업 직업학교       | 高雄高工     | Kaohsiung Industrial High School               | █황선                    |
| 2차 구간 | C29  | 수더 가정 경제및 상업 고등학교 | 樹德家商     | Shu-Te Home-Economics & Commercial High School |                          |
| 2차 구간 | C30  | 과학기술관                     | 科工館       | Science and Technology Museum                  |                          |
| 2차 구간 | C31  | 세인트조셉 병원                | 聖功醫院     | St. Joseph Hospital                            |                          |
| 2차 구간 | C32  | 카이쉬안 공원                  | 凱旋公園     | Kaisyuan Park                                  | 귤선: 문화중심, 우콰이춰 |
| 2차 구간 | C33  | 가오슝 위생국                  | 衛生局       | Department of Health                           |                          |
| 2차 구간 | C34  | 우취안 소학교                  | 五權國小     | Wucyuan Elementary School                      |                          |
| 2차 구간 | C35  | 카이쉬안우창                   | 凱旋武昌     | Kaisyuan Wuchang                               |                          |
| 2차 구간 | C36  | 카이쉬안얼성                   | 凱旋二聖     | Kaisyuan Ersheng                               |                          |
| 2차 구간 | C37  | 경전철 기창                    | 輕軌機廠     | LRT Depot                                      |                          |

## 차량

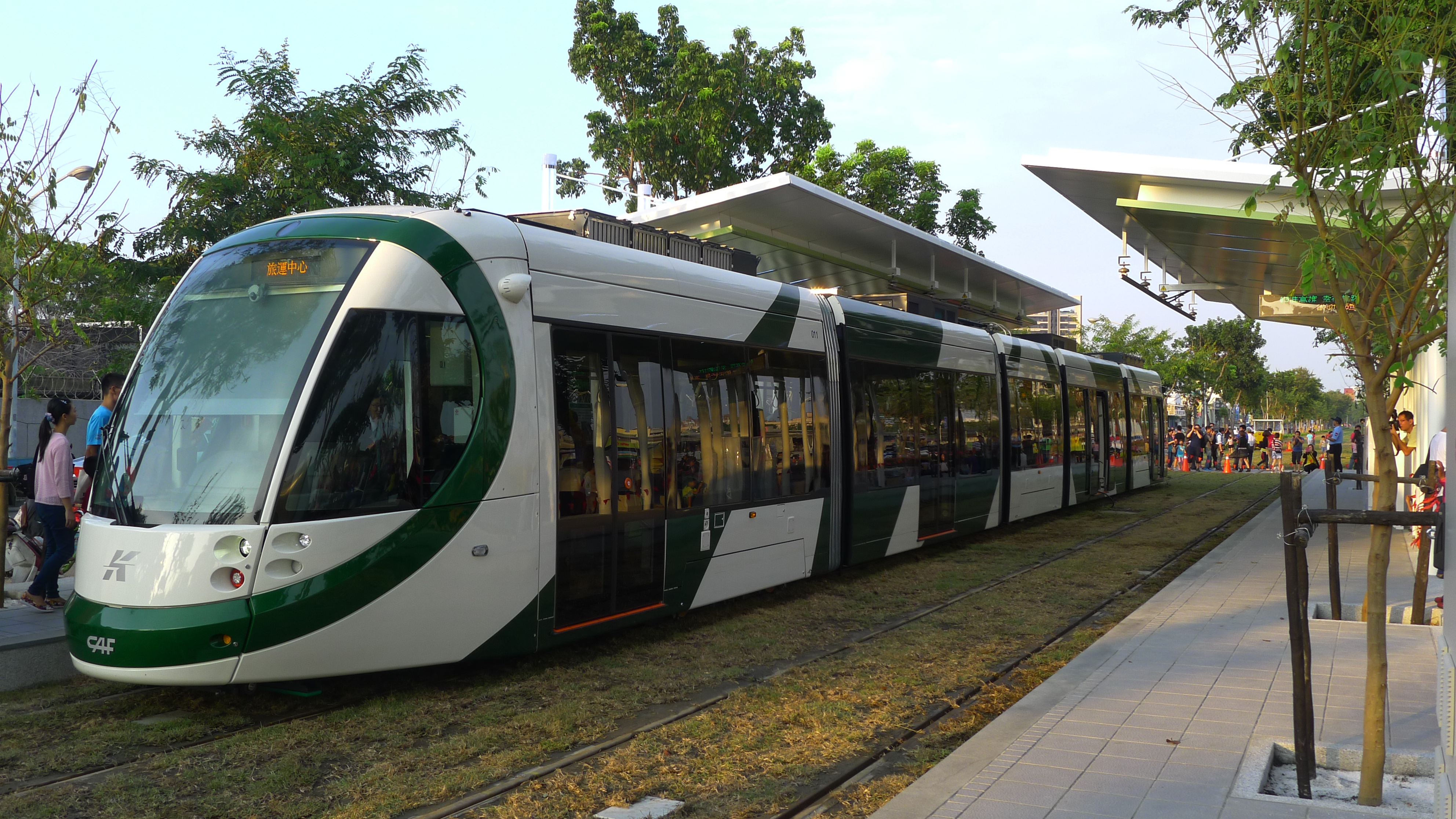
카이쉬안루이톈 역에 정차한 가오슝 첩운 경전철 열차

가오슝 첩운 경전철 열차는 전기 동력분산식 열차로, 초축전기(Super Capacitor) 배터리 공급 방식을 채택하고 있으며, 철제 차륜에 1,435 mm 표준궤로 운행한다. 가오슝 첩운 서클 경전철은 가공전차선이 없는 무가선 트램 시스템으로, 차량 기지에 인입을 위한 노선에믄 가공전차선이 있으며, 운행시 열차는 역에 정차할 때 역에 있는 가공강체가선을 사용하여 충전한다. 1차 도입분에는 9대의 열차가 있으며, 2차 도입분 이후 총 24대의 열차를 갖추게 된다.
경전철 열차의 1차 도입분은 스페인 CAF가 총 제조비 165.37억 신 대만 달러로 제조했다. 각 열차는 5량의 모듈식 차량으로 구성되어 있지만, 7량으로 확장할 수 있는 유연성을 유지한다. 각 차량은 관절로 이어져 있으며, 공장의 공작 기계로만 분리할 수 있다. 차량 내부는 모두 저상에 넓은 공간이 없고, 좌석은 롱시트로 되어 있다. 1차 도입분은 2014년 9월 타이완에 도착했다.
2차 도입분이 중국 강철(中國鋼鐵)에 의해 일괄계약이 수여됨에 따라, 후속 열차 15대는 프랑스 알스톰에서 구입할 예정이며, 전체 노선이 개통된 후 "1개의 경견철 2대의 차량모델"이 될 것이다. 첫 열차는 2018년 8월 대만에 도착할 예정이다.

## 사고
- 2015년 10월 19일 12:41에 첸전즈싱 역에서 출발한 열차가 카이쉬안중화 역에서 선로를 전환 할 때 갑자기 탈선된 사고가 일어났다.[10][11][12][13][14][15][16] 탈선 차륜은 1,2번 객차 사이의 두 번째 차륜 편성이다. 운전 사고 발생 후, 응급 통제 센터가 파견되었으며, 카쉬안중화 역에 다른 대체 열차가 도착도록 예약했고, 당시 사고 열차에 있던 27명의 승객 모두 대체 열차로 갈아탔다. 공사 인원 및 스페인의 CAF에서 원인을 판단한 결과, 초기 판단은 노선 전환 과정에서 탈선이 있었다는 것이었다.

## 같이 보기
- 가오슝 첩운
- 가오슝 시내버스 순환선 (서클 경전철 이전의 임시운행 버스)
- 서울 경전철 위례선 (서클 경전철과 흡사한 형식의 경전철(노면전차) 노선)
- 노면전차 및 경전철 목록